# Симвастатин
Симвастатин — гиполипидемическое лекарственное средство, продаваемые, среди прочего, под торговой маркой Зокор. Применяется для лечения повышенного уровня холестерина для профилактики сердечно-сосудистых заболеваний, также врач может прописать симвастатин в случае семейного анамнеза хронических заболеваний — ревматоидного артрита или сахарного диабета. Он используется вместе с физическими упражнениями, диетой и потерей веса для снижения повышенного уровня липидов. 
Симвастатин рекомендуется использовать только после того как другие меры, такие как диета, физические упражнения и снижение веса не улучшили уровень холестерина в достаточной степени. Он также используется для снижения риска сердечных заболеваний у лиц с высоким риском. Его принимают внутрь.
Симвастатин выпускается в виде непатентованного лекарства и включен в Список основных лекарственных средств Всемирной организации здравоохранения.

## Общее описание
Симвастатин получают из продукта ферментации Aspergillus terreus. Он был запатентован компанией Merck в 1980 году и начал использоваться в медицине в 1992 году. Препарат представляет собой синтетический ингибитор ГМГ-КоА-редуктазы. Является неактивным лактоном. В организме метаболизируется в активную форму
Мутагенным эффектом не обладает.

## Физические свойства
Белые гранулы.

## Фармакологические свойства

### Фармакокинетика
Абсорбция — высокая (в экспериментах на животных — 85 %), биодоступность — менее 5 %. После перорального приема TCmax — 1.3-2.4 ч и снижается на 90 % через 12 ч. Связь с белками плазмы — 95 %. Поступает в организм в неактивной форме, в печени гидролизуется в активную форму — бета-гидроксикислоту и другие, неактивные метаболиты. Имеет эффект «первого прохождения» через печень. T½ активных метаболитов составляет 1.9 ч. Выводится в основном с каловыми массами (60 %) в виде метаболитов. Около 10-15 % выводится почками в неактивной форме.

### Фармакодинамика
В организме симвастатин подвергается гидролизу в печени с образованием β-гидроксикислоты симвастатина, который активно подавляет активность ГМГ-КоА-редуктазы, фермента, катализирующего начальную стадию цепочки синтеза холестерина — превращение ГМГ-КоА в мевалонат. Симвастатин снижает концентрацию в плазме крови триглицеридов, липопротеинов низкой плотности, липопротеинов очень низкой плотностии, общего холестерина. Поскольку препарат останавливает начало синтеза, его применение не вызывает накопления в организме потенциально токсичных стеролов.
В метаболизме препарата участвуют изоферменты CYP3A4, CYP3A5 и CYP3A7.
Препарат снижает уровень триглицеридов за счет угнетения синтеза холестерина в печени и увеличения числа рецепторов ЛПНП на поверхности клеток, что приводит к усилению захвата и катаболизма ЛПНП. Повышает относительную концентрацию ЛПВП (липопротеины высокой плотности) (уменьшает соотношение ЛПНП/ЛПВП и общий холестерин/ЛПВП).

## Безопасность
Симвастатин может провоцировать миопатию. К ней предрасположены люди с однонуклеотидным полиморфизмом (англ. SNP) в ДНК. На 32 000 пациентах, принимавших симвастатин, было выявлено, что носители одного аллеля этого SNP в пять раз более часто страдают миопатией, ассоциированной с симвастатином. У носителей двух аллелей SNP  ассоциированная с симвастатином миопатия встречается в 16 раз чаще.

## Применение
Симвастатин, как и другие статины, используется для снижения уровня триглицеридов и, в частности, холестерина, при гиперхолестеринемии в случаях гетерозиготной семейной и несемейной форм гиперхолестеринемии, при смешанной гиперлипидемии, когда повышение холестерина является фактором риска.
Начало действия — через 2 недели от начала приема, максимальный терапевтический эффект — через 4-6 недель. Действие сохраняется при продолжении лечения; при прекращении терапии содержание холестерина возвращается к исходному уровню (до начала лечения).

## Побочные эффекты
Обычные побочные эффекты (> 1 % пациентов): боль в животе, диарея, диспепсия, и общее ощущение слабости. Редкие побочные эффекты включают боль в суставах, потеря памяти, и мышечные спазмы.
Со стороны пищеварительной системы — диспепсия (тошнота, рвота, гастралгия, боль в животе, запор или диарея, метеоризм), гепатит, холестатическая желтуха, повышение активности «печеночных» трансаминаз и ЩФ, КФК; редко — острый панкреатит.
Со стороны нервной системы и органов чувств — астения, головокружение, головная боль, бессонница, парестезии, периферическая невропатия, нечеткость зрительного восприятия, нарушение вкусовых ощущений.
Со стороны опорно-двигательного аппарата — миопатия, миалгия, миастения; редко — рабдомиолиз.
Аллергические и иммунопатологические реакции — кожная сыпь, крапивница, зуд, алопеция, ангионевротический отек, волчаночноподобный синдром, ревматическая полимиалгия, васкулит, тромбоцитопения, эозинофилия, увеличение скорости оседания эритроцитов, артрит, артралгия, фотосенсибилизация, лихорадка, гиперемия кожи, «приливы» крови к лицу, одышка. Серьёзные аллергические реакции на препарат Симвастатин являются редкими.
Прочие нежелательные побочные эффекты: анемия, сердцебиение, острая почечная недостаточность (вследствие рабдомиолиза), снижение потенции.

## Взаимодействие с другими препаратами
Симвастатин усиливает действие непрямых антикоагулянтов и увеличивает риск возникновения кровотечений (следует контролировать протромбиновое время или МНО (международное нормализованное отношение). Повышает концентрацию дигоксина в сыворотке крови. Цитостатики, противогрибковые лекарственные средства (кетоконазол, итраконазол), фибраты, высокие дозы никотиновой кислоты, иммунодепрессанты, эритромицин, кларитромицин, телитромицин, ингибиторы ВИЧ-протеаз, верапамил, нефазодон повышают риск развития рабдомиолиза и острой почечной недостаточности (при одновременном назначении не следует назначать симвастатин более 10 мг/сут). Колестирамин и колестипол снижают биодоступность (применение симвастатина возможно через 2-4 ч после приема указанных лекарственных средств, при этом отмечается аддитивный эффект). Грейпфрутовый сок в больших количествах увеличивает Cmax и AUC симвастатина и риск миопатии (одновременное их применение не рекомендуется).
С осторожностью, при регулярном контролем КФК, АЛТ и АСТ крови, разрешается комбинировать симвастатин с ципрофибратом или фенофибратом. Не разрешается комбинировать с гемфиброзилом.

## Документы
- Реестровая запись ФС-001035 : Симвастатина гранулы // Государственный реестр лекарственных средств. — Минздрав РФ, 2015. — 4 марта.
- Регистрационное удостоверение ЛП-005908 : Симвастатин // Государственный реестр лекарственных средств. — Минздрав РФ, 2019. — 14 ноября.
- Тукова, М. М. Инструкция по медицинскому применению лекарственного препарата Симвастатин : ЛП-005908-141119 / АО «АВВА РУС». — Министерство здравоохранения Российской Федерации, 2019. — 14 ноября. — 13 с.